# Ameridion colima
Ameridion colima là một loài nhện trong họ Theridiidae.
Loài này thuộc chi Ameridion. Ameridion colima được Herbert Walter Levi miêu tả năm 1959.